# Pierre-Albert Marquet
Pierre-Albert Marquet (Bordeaux, 27 marzo 1875 – Parigi, 13 giugno 1947) è stato un pittore francese.

## Biografia

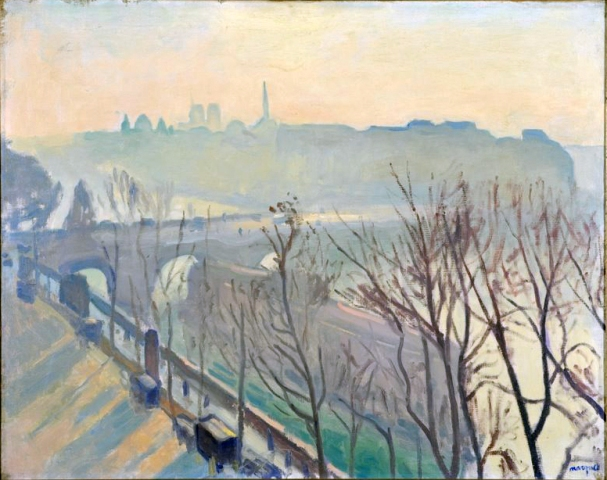

Per poter seguire i corsi della Scuola di arti decorative si trasferì a Parigi; uno dei suoi compagni di studi fu Henri Matisse: i due diventarono amici, abitarono nello stesso palazzo e lavorarono insieme, influenzandosi a vicenda. Con Matisse si dedicò alle ricerche che porteranno al fauvism. Nel 1895 Marquet studiò all'Ecole des Beaux-Arts e seguì i corsi di Gustave Moreau, artista decadente e continuatore della tradizione romantica di Eugène Delacroix. In questi anni Marquet espose al Salon des Indépendants: le vendite furono scarse, ma il pittore si fece notare e conobbe altri artisti. Queste sue prime composizioni sono caratterizzate da un impressionismo limpido e lineare, in cui dimostra un buon controllo del disegno e una certa attenzione alla distribuzione della luce.

### Il periodo con i fauves
Nel 1905 espose al Salon d'Automne e i suoi dipinti vennero posti insieme a quelli di Henri Matisse, Maurice de Vlaminck, André Derain, Othon Friesz, Georges Rouault, Henri Manguin, Louis Valtat e Jean Puy. Questi artisti colpirono i critici per le loro tinte forti e accese, tanto da essere soprannominati fauves, cioè belve selvagge; in realtà, pur essendo amico del gruppo dei fauves e pur avendo dipinto per anni insieme a loro, Marquet usò colori meno brillanti e violenti, mitigati con un uso sistematico dei grigi per far emergere la sua pacata sensibilità.
Fino al 1907 rimase a Parigi e si dedicò, insieme a Henri Matisse, a una serie di vedute cittadine: la differenza fondamentale tra i due è che mentre Henri Matisse usa colori forti e vivaci, stesi sulla tela con pennellate decise, Marquet smorza i toni facendo largo uso di grigio e di bianco; un'altra differenza è data dal fatto che Marquet, contrariamente a Henri Matisse, rimane fedele alla tradizionale tecnica della prospettiva. Durante la prima guerra mondiale conobbe e influenzò notevolmente il pittore marsigliese Louis-Mathieu Verdilhan.

### L'influenza dei viaggi
Dal 1907 alla morte, Marquet alternò il lavoro nel suo studio a Parigi a numerosi viaggi in Europa e nel nord dell'Africa; da questi viaggi ricavò un diario pittorico, dedicato soprattutto al mare e alle imbarcazioni ma anche alla luci e alla vita animata delle città.
Marquet rimase colpito in particolare da Napoli, di cui ritrasse il mare e le barche: per accentuare i riflessi della luce sull'acqua e renderli con maggior verosimiglianza, adottò una tecnica simile a quella degli impressionisti, applicando la pittura con pennellate singole e contrastanti di colori vivi e descrivendo le increspature del mare con semplici tratti, quasi delle pennellate rettangolari, che danno alla scena un movimento pacato. Le figure umane sono molto semplificate, delineate con un disegno estremamente sintetico, simile a quello dei vedutisti veneziani del Settecento.
Un'altra meta importante dei suoi viaggi fu la Germania: anche qui, la sua predilezione fu per le vedute fluviali e marine, i porti e le barche, più che per il paesaggio e le città. Continuando ad utilizzare la tradizionale tecnica della prospettiva, la scena è fondamentalmente statica e il movimento delle imbarcazioni è ridotto al minimo, i contorni sono netti ed evidenti per mostrare la prevalenza del disegno sul colore, le forme sono semplificate, anche se in maniera meno drastica di quello che negli stessi anni sta facendo il cubismo.
Nella sua lunga carriera Marquet ritornò spesso sugli stessi soggetti, anche a distanza di anni, con poche variazioni tonali: a eccezione di un breve periodo, tra il 1910 e il 1914, in cui eseguì una serie di nudi, continuò a preferire i paesaggi, le marine, le vedute fluviali e le scene di porto, che espose con buon successo commerciale in Francia e all'estero. Nel periodo successivo alla prima guerra mondiale eseguì opere d'intonazione realista, sempre basate sul suo stile tradizionale che rifiuta le profonde rivoluzioni tecniche e stilistiche delle avanguardie del periodo. Marquet morì a Parigi il 13 giugno 1947.

## Influenze
Sebbene Marquet sia comunemente considerato un pittore minore, il pittore inglese John McLean è fra coloro che considerano "il suo sentimento per il colore, la luminosità o l'oscurità e la saturazione di questo, il suo peso, è non meno che stupefacente".
Marquet fu poi particolarmente apprezzato dal pittore statunitense Leland Bell e da sua moglie Louisa Matthíasdóttir oltre che da Al Kresch e Gabriel Laderman. Il fatto che Bell e Laderman abbiano poi insegnato in diverse scuole d'arte statunitensi ha contribuito alla fama di Marquet.

## Opere
Fu abile ritrattista e paesaggista, autore di notevoli schizzi, eseguiti a penna o grossi tratti di pennello. 
Di seguito alcune delle principali opere artistiche di Marquet:
- L'abside di Notre-Dame, 1902, olio su tela, Aichi museo d'arte della prefettura, Giappone.
- La spiaggia di Fécamp[4], Parigi, 1906, Musée National d'Art Moderne.
- Caffettiera, 1903, Parigi, collezione privata, ispirato ai Maestri studiati al Louvre
- Le due amiche, ritratto, Parigi, coll. G. Benson
- Il cavalletto, Algeri, 1943, in collezione privata (Parigi)
- Pont neuf di Parigi, vista dall'alto, risente dell'impressionismo di Monet e dell'inglese Alfred Sisley[5]